# Думс (Вирџинија)
Думс (енгл. Dooms) насељено је место без административног статуса у америчкој савезној држави Вирџинија.

## Демографија
По попису из 2010. године број становника је 1.327, што је 45 (3,5%) становника више него 2000. године.
| Група             | 2000.         | 2010.         |
| Белци             | 1.241 (96,8%) | 1.256 (94,6%) |
| Афроамериканци    | 17 (1,3%)     | 26 (2,0%)     |
| Азијати           | 1 (0,1%)      | 1 (0,1%)      |
| Хиспаноамериканци | 8 (0,6%)      | 24 (1,8%)     |
| Укупно            | 1.282         | 1.327         |